# .ss
Pour les articles homonymes, voir SS.

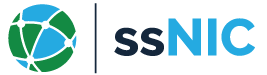
Logo de ssNIC, un registre de noms de domaine du Soudan du Sud

.ss est le domaine de premier niveau national (country code top level domain : ccTLD) réservé au Soudan du Sud depuis le 10 août 2011. Le 2 février 2019, le domaine fait son apparition dans la zone racine du DNS.